# Strv m/41
Strv m/41 — шведский лёгкий танк периода Второй мировой войны. Представлял собой лицензионный вариант чехословацкого танка LT vz.38. Серийно производился с 1941 по 1943 год, всего было выпущено 220 единиц в двух вариантах. Strv m/41 эксплуатировались шведской армией до вывода в резерв в 1957 году, а их шасси были после этого использованы для создания бронетранспортёров Pbv 301.

## Модификации
- Strv m/41 SI — базовая модификация, по конструкции аналогична LT vz.38, но отличалась установкой шведских двигателя мощностью 142 л.с. и вооружения, а также размещением радиостанции в башне, повлекшим изменение её формы. Выпущено 116 единиц.
- Strv m/41 SII — модернизированная модификация, с новым двигателем мощностью 160 л.с, удлинённым корпусом и наклонными бортами башни. Выпущено 104 единицы.

## Машины на базе Strv m/41
- Sav m/43 — штурмовое орудие, созданное в 1943 году на базе Strv m/41. Было вооружено 105-мм гаубицей, установленной в полностью закрытой легкобронированной рубке. Выпущено 36 единиц в 1943—1944 годах.
- Pbv 301 — переоборудовавшийся из снятых с вооружения Strv m/41 бронетранспортёр. В 1962 — 1963 все остававшиеся на хранении Sav m/43, около 200 единиц, были переоборудованы в бронетранспортёры.
- Pvkv II и Pvkv III — проект модернизации танка путём установки более мощного вооружения в новую башню. Ни данные образцы, ни вариант на базе L-60 в серию не пошли.
- Spj fm/43-44 — САУ на базе Strv m/41. Машина была вооружена крупнокалиберным безоткатным орудием в толстостенной рубке в задней части.